# Герен, Венсан
Венса́н Гере́н (фр. Vincent Guérin; род. 22 ноября 1965, Булонь-Бийанкур, Франция) — французский футболист, известный по выступлениям за «Монпелье», «Пари Сен-Жермен» и сборную Франции. В 1995 году признан футболистом года во Франции, а также футболистом года французской Лиги 1.

## Биография
Профессиональную карьеру начал в возрасте 18 лет в клубе «Брест». В бретанском клубе Герен провёл четыре сезона, после чего перебрался в парижский «Расинг». Отыграв один сезон, Венсан отправился в другой клуб высшего французского дивизиона — «Монпелье». В первом же сезоне Герен помог своей команде выиграть Кубок Франции. Несмотря на сильный состав (партнёрами Венсана были Лоран Блан и Эрик Кантона), победа в Кубке стала единственным успехом той команды. Вскоре все лидеры команды подписали контракты с другими, более сильными клубами. Герен не стал исключением — в 1992 году он перешёл в столичный «Пари Сен-Жермен».
Венсан сразу стал ключевым игроком команды. Вместе с ней он выиграл два Кубка Франции, Кубок лиги, национальный чемпионат и Кубок обладателей Кубков, а также заслужил вызов в первую сборную страны. Вместе с ней он принял участие в чемпионате Европы 1996 года.
В 1998 году Венсан впервые покинул французский чемпионат. Он проходил просмотр в английских «Вест Хэме» и «Сандерленде», но в итоге перешёл в шотландский «Харт оф Мидлотиан». В 1999 году Герен завершил карьеру игрока. В 2001 году Венсан подписал контракт с клубом четвёртого французского дивизиона «Ред Стар», в составе которого отыграл один сезон.

### Карьера в сборной
Вместе с молодёжной сборной Франции Герен поучаствовал в молодёжном чемпионате Европы 1988 года. В основной сборной дебютировал 8 сентября 1993 года в матче против сборной Финляндии. Герен вышел на 88-й минуте, заменив Дидье Дешама. Всего за национальную команду Венсан провёл 19 матчей, забив в них два мяча. Ещё один матч Герен провёл в статусе капитана.
В феврале 1997 года Герен провёл один матч за сборную Европы.

## Достижения
Клубные
- Победитель Кубка Франции: 1990, 1993, 1995.
- Чемпион Франции: 1994.
- Обладатель Кубка французской лиги: 1995.
- Обладатель Кубка обладателей кубков: 1996.

В сборной
- Победитель чемпионата Европы среди молодёжных команд: 1998.

Личные
- Футболист года во Франции: 1995.
- Футболист года французской Лиги 1: 1995.

## Допинговый скандал
В 1997 году Венсан был обвинён в употреблении запрещённого препарата нандролона. Согласно решению французской федерации футбола, Герен был отстранён от спорта на 18 месяцев. Футболист подал апелляцию. По мнению спортсмена, допинг-пробы были взяты с нарушениями. Суд согласился с доводами Венсана и отменил дисквалификацию. В 2000 году с футболиста были сняты все обвинения. Согласно отчёту МОК, футболист выиграл своё дело, опираясь только на факты нарушений, допущенных при взятии допинг-проб.

## Послефутбольная жизнь
Сразу после завершения игровой карьеры футболист поступил в парижский Институт журналистики. В 2002 году Герен создал пиар-агентство. Параллельно он работал комментатором на «Canal+». В 2003 году Герен получил тренерскую лицензию, позволяющую работать с молодёжными командами. С 2005 по 2007 год Венсан работал с дублирующим составом «ПСЖ». В частности через его команду прошли Давид Н’Гог, Юссуф Мулумбу, Мамаду Сако. С 2007 года Герен работал комментатором на различных французских каналах. 21 апреля 2008 года стал послом клуба «Атлетик де Булонь-Бийанкур». В 2008 году не смог сдать экзамен на получение профессиональной тренерской лицензии. 18 мая 2012 ему это удалось.